# Australian Open 1997
De 85e editie van het Australische grandslamtoernooi, het Australian Open 1997, werd gehouden tussen 13 en 26 januari 1997. Voor de vrouwen was het de 71e editie. Het werd gespeeld in het Flinders Park te Melbourne.
Het toernooi van 1997 trok 391.504 toeschouwers.

## Belangrijkste uitslagen
Mannenenkelspel

Finale: Pete Sampras (VS) won van Carlos Moyá (Spanje) met 6-2, 6-3, 6-3
Vrouwenenkelspel

Finale: Martina Hingis (Zwitserland) won van Mary Pierce (Frankrijk) met 6-2, 6-2
Mannendubbelspel

Finale: Todd Woodbridge (Australië) en Mark Woodforde (Australië) (The Woodies) wonnen van Sébastien Lareau (Canada) en Alex O'Brien (VS) met 4-6, 7-5, 7-5, 6-3
Vrouwendubbelspel

Finale: Martina Hingis (Zwitserland) en Natallja Zverava (Wit-Rusland) wonnen van Lindsay Davenport (VS) en Lisa Raymond (VS) met 6-2, 6-2
Gemengd dubbelspel

Finale: Manon Bollegraf (Nederland) en Rick Leach (VS) wonnen van Larisa Neiland (Letland) en John-Laffnie de Jager (Zuid-Afrika) met 6-3, 65-7, 7-5
Meisjesenkelspel

Finale: Mirjana Lučić (Kroatië) won van Marlene Weingärtner (Duitsland) met 6-2, 6-2
Meisjesdubbelspel

Finale: Mirjana Lučić (Kroatië) en Jasmin Wöhr (Duitsland) wonnen van Cho Yoon-jeong (Zuid-Korea) en Shiho Hisamatsu (Japan) met 6-2, 6-2
Jongensenkelspel

Finale: Daniel Elsner (Duitsland) won van Wesley Whitehouse (Zuid-Afrika) met 7-6, 6-2
Jongensdubbelspel

Finale: David Sherwood (VK) en James Trotman (VK) wonnen van Jaco van der Westhuizen (Zuid-Afrika) en Wesley Whitehouse (Zuid-Afrika) met 7-6, 6-3

## Uitzendrechten
Het Australian Open was in Nederland en België te zien op Eurosport.
1905 · 1906 · 1907 · 1908 · 1909 · 1910 · 1911 · 1912 · 1913 · 1914 · 1915 · 1916–1918 · 1919 · 1920 · 1921 · 1922 · 1923 · 1924 · 1925 · 1926 · 1927 · 1928 · 1929 · 1930 · 1931 · 1932 · 1933 · 1934 · 1935 · 1936 · 1937 · 1938 · 1939 · 1940 · 1941–1945 · 1946 · 1947 · 1948 · 1949 · 1950 · 1951 · 1952 · 1953 · 1954 · 1955 · 1956 · 1957 · 1958 · 1959 · 1960 · 1961 · 1962 · 1963 · 1964 · 1965 · 1966 · 1967 · 1968
↓ open tijdperk ↓
1969 (m-v-md-vd-gd) · 1970 (m-v-md-vd) · 1971 (m-v-md-vd) · 1972 (m-v-md-vd) · 1973 (m-v-md-vd) · 1974 (m-v-md-vd) · 1975 (m-v-md-vd) · 1976 (m-v-md-vd) · jan 1977 (m-v-md-vd) · dec 1977 (m-v-md-vd) · 1978 (m-v-md-vd) · 1979 (m-v-md-vd) · 1980 (m-v-md-vd) · 1981 (m-v-md-vd) · 1982 (m-v-md-vd) · 1983 (m-v-md-vd) · 1984 (m-v-md-vd) · 1985 (m-v-md-vd) · 1986 · 1987 (m-v-md-vd-gd) · 1988 (m-v-md-vd-gd) · 1989 (m-v-md-vd-gd) · 1990 (m-v-md-vd-gd) · 1991 (m-v-md-vd-gd) · 1992 (m-v-md-vd-gd) · 1993 (m-v-md-vd-gd) · 1994 (m-v-md-vd-gd) · 1995 (m-v-md-vd-gd) · 1996 (m-v-md-vd-gd) · 1997 (m-v-md-vd-gd) · 1998 (m-v-md-vd-gd) · 1999 (m-v-md-vd-gd) · 2000 (m-v-md-vd-gd) · 2001 (m-v-md-vd-gd) · 2002 (m-v-md-vd-gd) · 2003 (m-v-md-vd-gd) · 2004 (m-v-md-vd-gd) · 2005 (m-v-md-vd-gd) · 2006 (m-v-md-vd-gd) · 2007 (m-v-md-vd-gd) · 2008 (m-v-md-vd-gd) · 2009 (m-v-md-vd-gd) · 2010 (m-v-md-vd-gd) · 2011 (m-v-md-vd-gd) · 2012 (m-v-md-vd-gd) · 2013 (m-v-md-vd-gd) · 2014 (m-v-md-vd-gd) · 2015 (m-v-md-vd-gd) · 2016 (m-v-md-vd-gd) · 2017 (m-v-md-vd-gd) · 2018 (m-v-md-vd-gd) · 2019 (m-v-md-vd-gd)  · 2020 (m-v-md-vd-gd) · 2021 (m-v-md-vd-gd) · 2022 (m-v-md-vd-gd) · 2023 (m-v-md-vd-gd) · 2024 (m-v-md-vd-gd) · 2025 (m-v-md-vd-gd)
Lijst van Australian Openwinnaars